# بوبر گلوسفید
بوبر گلوسفید (نام علمی: Phyllastrephus albigularis) نام یک گونه از سرده بوبرهای اصلی است.